# Georg Streiter (Politiker)

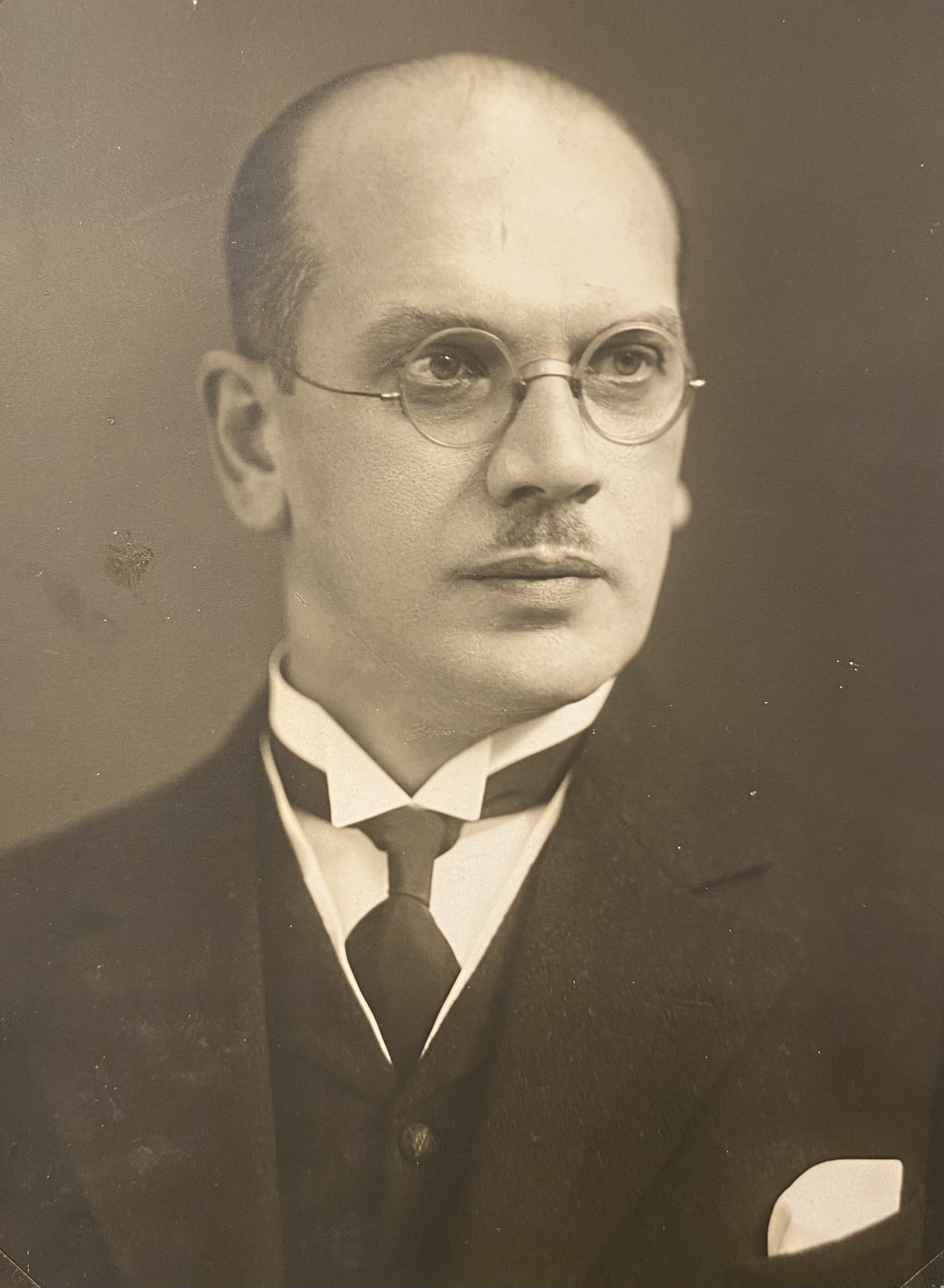
Georg Streiter ca. Ende der 1920er Jahre

Georg Karl Ludwig Streiter (* 14. Dezember 1884 in Berlin; † Frühjahr 1945 in Ravensbrück) war ein deutscher Gewerkschaftsfunktionär, Politiker (DVP) sowie evangelischer Kirchenfunktionär. 
Er war von 1907 bis 1922 Vorsitzender des Deutschen Verbandes der Krankenpfleger und -pflegerinnen sowie von 1904 bis nach 1920 Mitglied des Ausschusses des Gesamtverbandes der christlichen Gewerkschaften Deutschlands. Von Juni bis Juli 1920 sowie von 1921 bis 1924 war Streiter Mitglied des Reichstages, wo er sich als Sozialpolitiker und gesundheitspolitischer Sprecher seiner Fraktion hervortat. Von 1919 bis 1925 gehörte er zudem der Berliner Stadtverordnetenversammlung an, von 1927 bis 1928 und erneut von 1931 bis 1932 dem Preußischen Landtag. Er war Mitglied des Deutschen Evangelischen Kirchentages sowie von 1920 bis 1924 Vizepräsident der Kirchenversammlung der Evangelischen Kirche der altpreußischen Union. 
Nach 1933 arbeitete Streiter beim Deutschen Roten Kreuz. Er wurde im November 1944 aus ungeklärten Gründen im KZ Ravensbrück inhaftiert und dort mutmaßlich erschossen.

## Leben und Wirken

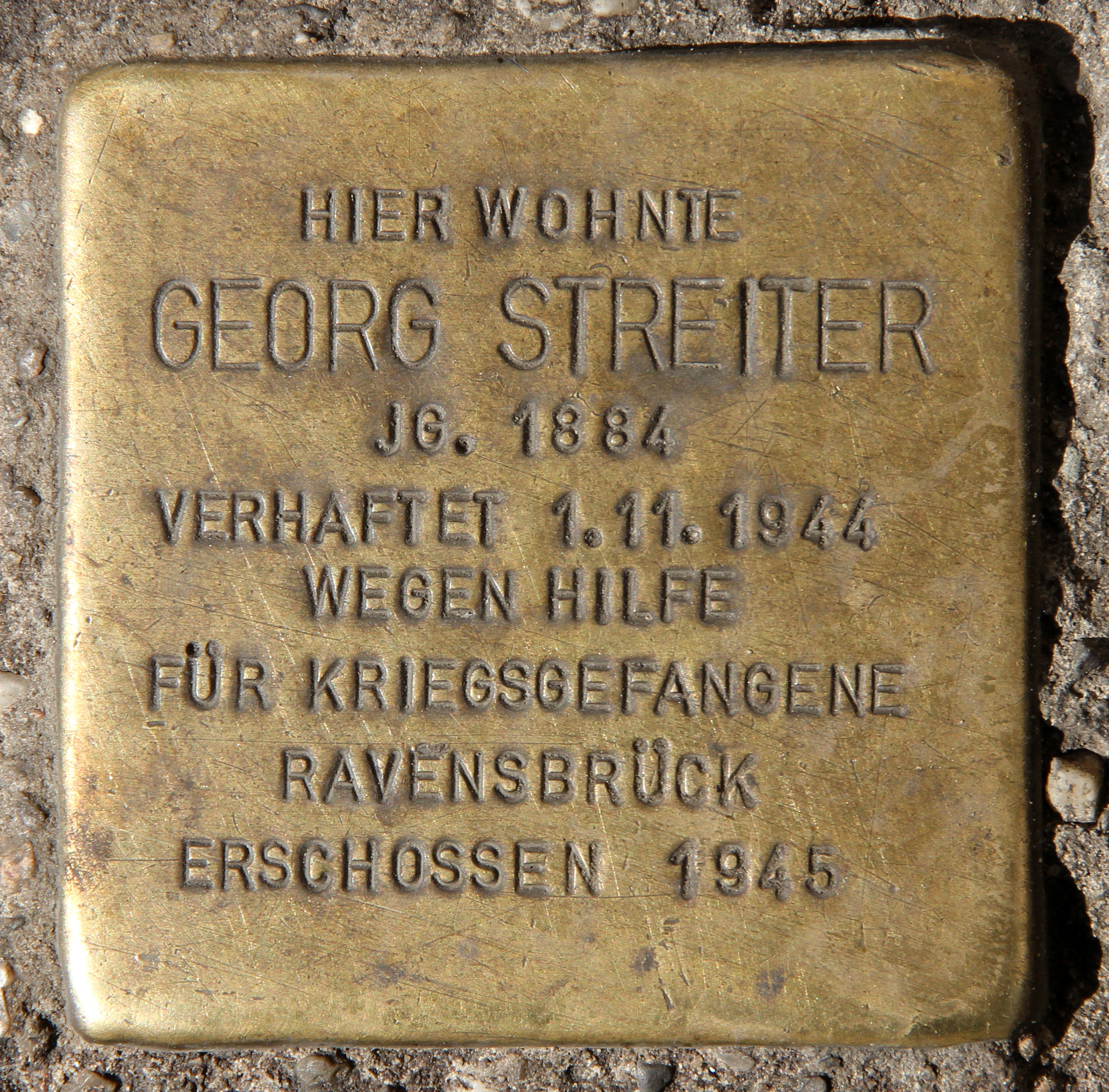
Stolperstein, Schönhauser Allee 130, in Berlin-Prenzlauer Berg

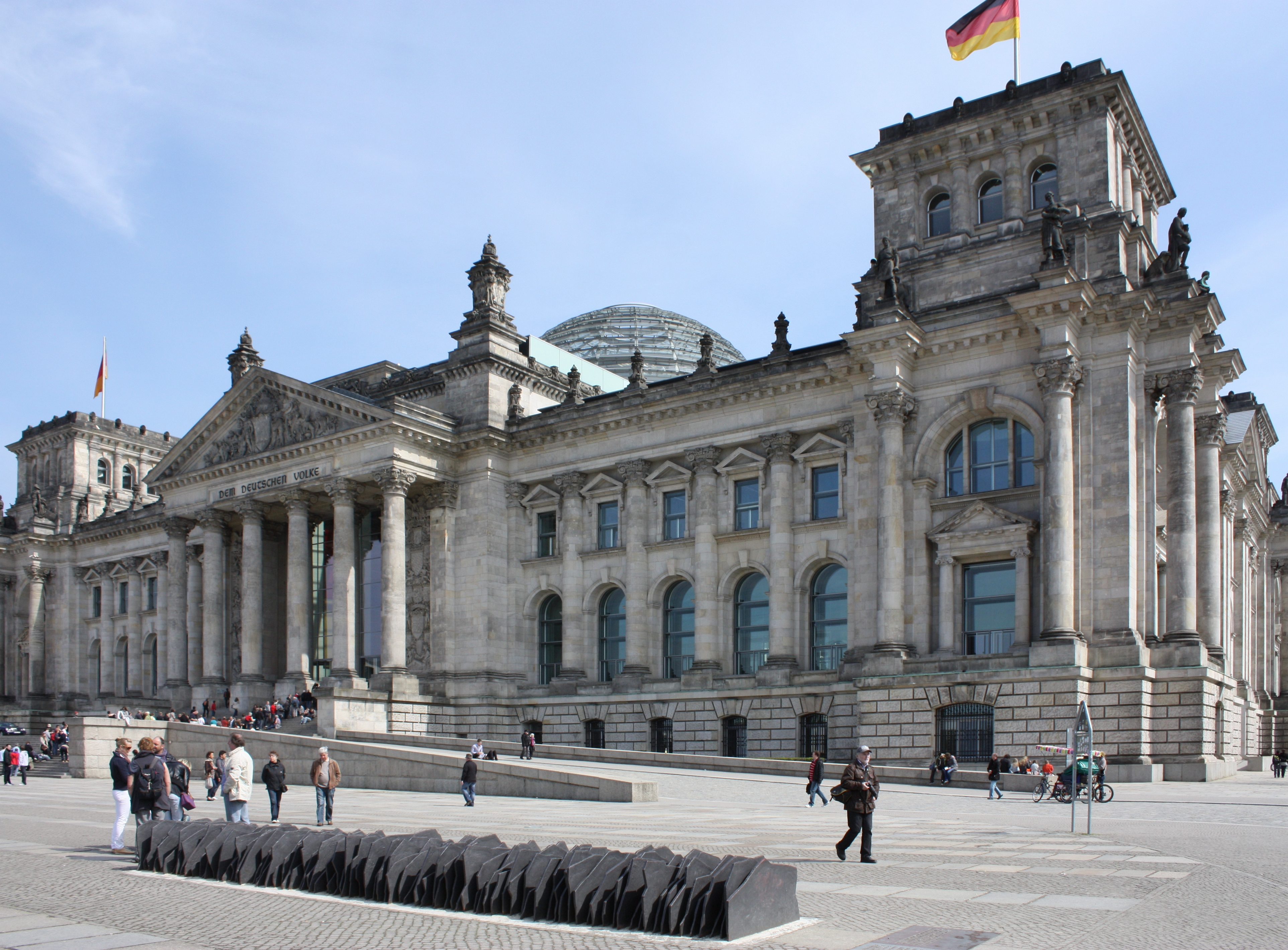
Gedenktafeln am Reichstag

### Deutsches Kaiserreich (1884 bis 1918)
Streiter wurde 1884 als Sohn von Carl Streiter und Wilhelmine Streiter, geb. Schulz, in Berlin geboren. Nach dem Besuch der Volksschule absolvierte er eine Lehre in einer Textilwarenhandlung. Später arbeitete er als Bürogehilfe und als Krankenpfleger im Dienste der Inneren Mission. Ergänzend dazu besuchte er theologische, volkswirtschaftliche und sprachliche Kurse der Königlichen Kunstschule zu Berlin.
Bereits als Jugendlicher engagierte Streiter sich im „Evangelischen Jugendbund für soziale Arbeit“ in Berlin, einer Gruppe von Jugendlichen, die eine gewerkschaftliche Organisation des Krankenpflegepersonals auf christlicher Grundlage propagierten.
Bei der Konstituierung des „Gewerkvereins der Krankenpfleger, -Pflegerinnen und verwandter Berufe Deutschlands“ am 18. Oktober 1903 wurde Streiter im Alter von 19 Jahren die Geschäftsführung des Verbandes übertragen. Im November 1903 wurde Streiter außerdem verantwortlicher Redakteur des Verbandsblattes des Gewerksvereins Der Krankenpfleger. Von 1904 bis 1920 nahm Streiter als Delegierter auf allen Gewerkschaftskongressen des „Gesamtverbandes der christlichen Gewerkschaften Deutschlands“ teil und wurde seit Oktober 1906 stets als Mitglied des Ausschusses des „Gesamtverbandes“ bestätigt (Gesamtausschuss des „Nationalen Arbeiterwahlausschusses“).

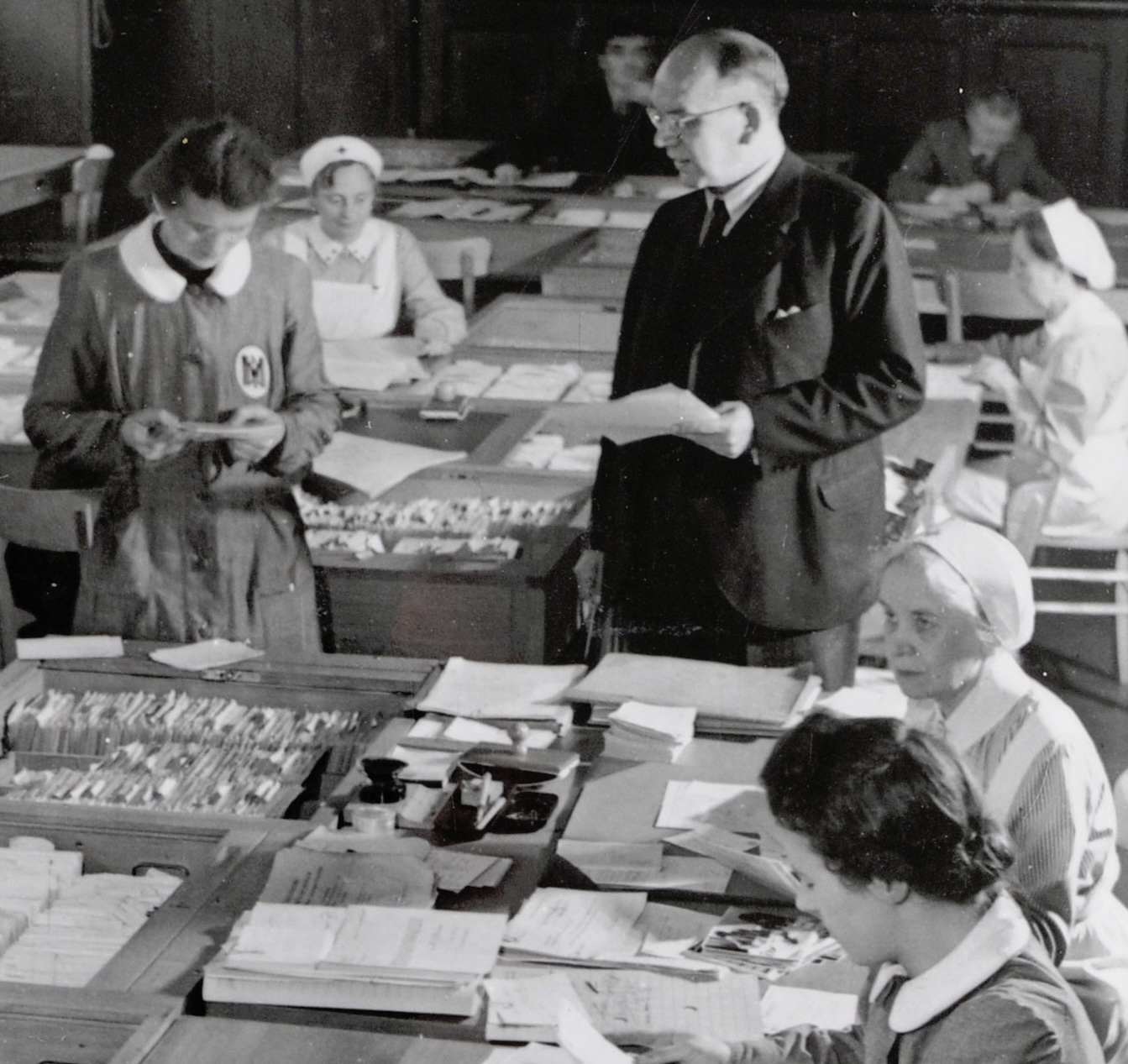
Georg Streiter im November 1940 in seiner Dienststelle beim Roten Kreuz in Berlin

Seit 1907 war Streiter hauptamtlich in der Arbeiter- und Angestelltenbewegung tätig: Auf dem Delegiertentag am 13. Januar 1907 in Berlin wurde er als Nachfolger Carl Hintsches zum Vorsitzenden des Gewerkvereins gewählt. Außerdem bekleidete er weiterhin die Posten des Schriftleiters und Geschäftsführers. Er wurde somit der erste besoldete Funktionär der Organisation, die ihren Namen nun in „Deutscher Verband der Krankenpfleger und –Pflegerinnen“ änderte. Auf den nachfolgenden Delegiertentagen (1909 in Berlin; 1913 in Nürnberg, 1919 in Berlin, 1922 in Würzburg) wurde Streiter stets im Amt des Vorsitzenden bestätigt. Die Zahl seiner Mitglieder konnte Streiter zu dieser Zeit kontinuierlich steigern: während der Verband 1907 erst 879 Mitglieder zählte, hatte er bis 1909 bereits eine Stärke von 1.409 Mitgliedern erreicht.
Politisch bekannte sich Streiters Verband zwar gegen Sozialismus und Kommunismus, den Streik als gewerkschaftliches Kampfmittel erklärte er im Gegensatz dazu jedoch für gerechtfertigt, solange „das Volkswohl dabei nicht in Gefahr kommt“. Der „Streiter-Verband“, wie die Vereinigung aufgrund von Streiters unbestrittener Führungsrolle auch genannt wurde, forderte programmatisch den Pflegeberuf von einem „Durchgangs- zu einem Lebensberuf“ zu entwickeln. Zu diesem Zweck sollte die wirtschaftliche und soziale Lage der beruflichen Krankenpflege verbessert werden, eine geregelte Ausbildung der Pfleger sichergestellt werden und die Einbeziehungen von Frauen in die christlichen Gewerkschaftsorganisationen ausgebaut werden.
1910 veröffentlichte Streiter sein später mehrfach neu aufgelegtes Buch über die Lage der Krankenpflege in Deutschland, das als erstes wissenschaftliches Fachwerk über die deutsche Krankenpflege gilt und bis heute häufig als Quelle in Werken zur Pflegegeschichte zitiert wird. Auf dem außerordentlichen Kongress der christlichen Gewerkschaften im November 1912 setzte Streiter sich im so genannten „Gewerkschaftsstreit“ dezidiert für das Organisationsrecht christlicher Arbeiter ein.
Während des Ersten Weltkriegs wurde Streiter als Krankenpfleger des Roten Kreuzes in Belgien, Polen und der Türkei eingesetzt und mit dem Eisernen Kreuz II. Klasse am Weiß-Schwarzen Bande, dem Preußischen Verdienstkreuz für Kriegshilfe, der Preußischen Roten Kreuz Medaille 2. und 3. Klasse sowie der Österreichischen Ehrenmedaille vom Roten Kreuz ausgezeichnet.
Von 1916 bis 1918 leitete Streiter die Kriegsbeschädigtenfürsorge der christlich-nationalen Arbeiterbewegung. In dieser Eigenschaft wurde er auch Mitglied des Reichsausschusses der Kriegsbeschädigten- und Hinterbliebenenfürsorge im Reichsarbeitsministerium. Aufgaben nahm er dort zumal in den Ausschüssen für Gesetzgebung und Berufsberatung wahr.
Ferner war Streiter zu dieser Zeit Mitglied des Beirates der „Nationalstiftung für die Hinterbliebenen der im Kriege Gefallenen“, Mitglied des brandenburgischen Landesbeirats der Kriegsbeschädigtenfürsorge, Mitglied des Vertrauensrates des altpreußischen Evangelischen Oberkirchenrates und Mitglied des Deutschen Evangelischen Kirchentages (hier Vorsitzender der Fraktion der Arbeitervertreter). Hinzu kamen Tätigkeiten als Berufsberater der Stadt Berlin für den Krankenpflegebedarf sowie als Kirchenältester und Mitglied zweier Synoden.

### Weimarer Republik (1919 bis 1933)
Unmittelbar nach Kriegsende übernahm Streiter die Leitung einer Zentralauskunftsstelle für Arbeitsvermittlung für Kriegsheimkehrer. Noch im Dezember 1918 beteiligte Streier sich an der Gründung der Deutschen Volkspartei (DVP). In der Partei trat er bald als Mitbegründer des Zentralvorstandes sowie als ihr gesundheitspolitischer Sprecher öffentlich hervor. Ferner war er Mitglied der parteiinternen Ausschüsse für Arbeiterfragen und Kommunalpolitik, Mitglied des Geschäftsführenden Ausschusses des Wahlkreisverbandes der DVP in Berlin und verantwortlich für die Redigierung des Arbeiterblattes seiner Partei.
Sein erstes öffentliches politisches Amt übernahm Streiter, als er am 20. März 1919 Mitglied der Berliner Stadtverordnetenversammlung wurde, der er bis ins Jahr 1925 angehörte.
Aufgrund der geringen Mitgliedszahlen des „Streiter-Verbandes“ beschloss der Hauptvorstand der Organisation am 5. September 1920, den Verband in „Deutscher Verband für die berufliche Kranken- und Wohlfahrtspflege“ umzubenennen. Gleichzeitig wurde die Organisation dem „Gesamtverband deutscher Beamtengewerkschaften“ angeschlossen. Die von Streiter herausgegebene Gewerkschaftszeitung nahm daher einen langen Untertitel an, der ihrem breiten Adressatenkreis im Pflegebereich Rechnung trug (Zeitschrift für die gesamte berufliche Kranken-, Irren- und Wohlfahrtspflege und die wirtschaftlichen Interessen der Beamten und Angestellten in Kranken-, Heil- und Pflegeanstalten, Universitäts- und Privatkliniken, Sanatorien, Kur-, Bade-, Massage- und Desinfektionsanstalten und im Fürsorge- und Erziehungswesen (einschließlich der Säuglings- und Kinderpflege)).
Von Juni bis Juli 1920 gehörte Streiter auf Reichswahlvorschlag seiner Partei erstmals als Abgeordneter des Wahlkreises 6 (Provinz Pommern) dem Reichstag an. Das Mandat wurde am 9. Juli 1920 durch den Reichswahlausschuss infolge einer Wiederholung der Wahl in Bad Polzin für nichtig erklärt. Am 7. März 1921 kehrte Streiter – erneut auf Reichswahlvorschlag – in den Reichstag zurück, dem er diesmal bis Mai 1924 angehörte. Während der Haushaltsberatungen trug Streiter regelmäßig die gesundheits- und sozialpolitischen Positionen seiner Partei vor. Als Redner in Erscheinung trat er zudem bei Debatten zur Arbeitszeit in der Kranken- und Wohlfahrtspflege und bei parlamentarischen Auseinandersetzungen über die Sozialrenten der Kriegsbeschädigten und Kriegshinterbliebenen. Des Weiteren war er Mitglied des 6. Ausschusses des Reichstages (Sozialpolitischer Ausschuss) und Berichterstatter des Ausschusses in wichtigen sozialpolitischen Fragen. In Erscheinung trat er im Parlament zudem mit der Forderung nach dem Ausbau der Technischen Nothilfe.
Auf dem 6. Delegiertentag am 4. und 5. September 1922 in Würzburg billigte der Krankenpflegerverband die Fusion mit dem „Zentralverband der Gemeindearbeiter und Straßenbahner“, die am 1. November vollzogen wurde. Die Gemeindearbeiterorganisation nahm nach der Fusion die Bezeichnung „Zentralverband der Arbeitnehmer öffentlicher Betriebe und Verwaltungen“ an. Streiter, der den Zusammenschluss eigentlich nicht gewollt hatte, wurde als hauptamtlicher Mitarbeiter in die neue Organisation übernommen, in der nun die Fachgruppe des Krankenpflegepersonals im neuen Verband leitete. Auf den Verbandstagen 1922 in Würzburg und 1925 in Münster wurde er in den Vorstand des „Zentralverbandes“ kooptiert. Auf der Düsseldorfer Reichskonferenz am 4. September 1926 präsentierte Streiter als Theoretiker der christlichen Krankenpflege die „Grundzüge für ein Reichskrankenpflegegesetz“.
Im Dezember 1926 gab Streiter die Schriftleitung des Deutschen Krankenpflegers ab, um sich fortan stärker im Deutschen Beamtenbund (DBB) engagieren zu können. 1927 rief er die Reichsarbeitsgemeinschaft des Krankenpflegepersonals im DBB ins Leben. In der Rundschau für die deutsche Krankenpflege entwickelte Streiter die Programmatik der von den christlichen Gewerkschaften abgefallenen Organisation. Gleichzeitig amtierte er als Präsident der „Deutschen Gesellschaft für Krankenpflege“, einem Zusammenschluss, der sich der wissenschaftlichen Förderung der Krankenpflege durch Ausbildungs- und Fortbildungskurse zum Ziel gesetzt hatte.
Vom 12. Oktober 1927, als er für den ausgeschiedenen Abgeordneten Albert-Wilhelm Arlt nachrückte, bis 1928 war Streiter Mitglied des Preußischen Landtages.
Weitere Aufgaben, die Streiter wahrnahm, waren die Mitgliedschaften im Vorstand des Evangelisch-Sozialen Kongresses, der Evangelisch-Sozialen Schule in Bethel und der Herder-Hochschule in Berlin. Er war weiterhin Teilnehmer der in Stockholm ausgerichteten „Allgemeinen Weltkonferenz für politisches Christentum“ im August 1925 sowie Beiratsmitglied des in Stockholm konstituierten „Forschungsinstituts für die wirtschafts-ethischen Fragen“. Schließlich saß er noch im Kuratorium der Dietrich-Thora-Stiftung.

### Zeit des Nationalsozialismus (1933 bis 1945)
Nach der Auflösung seines Verbandes und der Integration der Mitglieder in die Reichsarbeitsgemeinschaft Öffentlicher Betriebe wurde Streiter 1933 hauptberuflicher Mitarbeiter des Roten Kreuzes.
Am 1. November 1944 wurde Streiter in seiner Dienststelle im Führungsstab des Roten Kreuzes verhaftet. Die genauen Gründe seiner Verhaftung sind nicht gesichert; ein Brief seines Sohnes aus den 1960er Jahren gibt jedoch an, Streiter sei wegen der Vermittlung von Botschaften an polnische und französische Kriegsgefangene festgenommen worden. Er wurde ins Konzentrationslager Ravensbrück verschleppt. Die genauen Umstände seines Todes sind bislang nicht vollständig geklärt. Es wird jedoch angenommen, dass Streiter im Frühjahr 1945 in Ravensbrück erschossen wurde.

## Ehe und Familie
1907 heiratete Streiter Elisabeth Mauss. Im selben Jahr ging aus der Ehe ein Sohn hervor: Georg Heinrich Karl Streiter. Der Journalist Georg Streiter (1955–2024) war sein Enkel.

## Ehrungen
In Thüringen erinnert heute das nach Streiter benannte Institut für Pflegewissenschaft (Georg-Streiter-Institut) im Fachbereich Sozialwesen der Ernst-Abbe-Fachhochschule Jena an Streiters Leben und politisch-soziale Tätigkeit (Gründer: Stephan Dorschner). In der Nähe seiner ehemaligen Berliner Wirkungsstätte, dem Reichstag, befindet sich zudem eine Gedenktafel, die Teil des Mahnmals für die ermordeten Reichstagsabgeordneten am Platz der Republik ist.
Vor dem ehemaligen Wohnhaus Streiters, Schönhauser Allee 130, in Berlin-Prenzlauer Berg, wurde am 8. Juni 2009 ein Stolperstein verlegt.

## Schriften
- Die wirtschaftliche und soziale Lage der beruflichen Krankenpflege in Deutschland, Jena 1910.
- Der Krankenpflegeberuf – kein Durchgangs-, sondern ein Lebensberuf! Ein Weckruf, Osterwieck 1925.

Als Herausgeber
- Evangelisch-soziale Dokumente für die deutschen Arbeitnehmer. Von Bethel bis Stockholm, Berlin 1926.